# Postcodes in Polen
Postcodes in Polen (Pools: kod pocztowy / Pocztowy Numer Adresowy - PNA)) bestaan uit vijf cijfers die in het formaat CC-CCC worden genoteerd. De postcodes in Polen werden in 1973 ingevoerd.

## Postregio's
Het eerste cijfer van de postcode geeft de postregio aan:
- 0 - Warschau, Mazovië
- 1 - Białystok, Ermland, Mazurië
- 2 - Lublin, Podlachië, Kielce, Radom, Święty Krzyż
- 3 - Krakau, Klein-Polen, Rzeszów, Subkarpaten
- 4 - Katowice, Silezië, Opole
- 5 - Wrocław, Neder-Silezië
- 6 - Poznan, Groot-Polen, Zielona Góra, Gorzów Wielkopolski, Lubusz (woiwodschap)
- 7 - Szczecin, West-Pommeren
- 8 - Gdańsk, Pommeren, Bydgoszcz, Toruń, Kujawy
- 9 - Łódź

## Systeem
De steden Białystok, Bielsko-Biała, Bydgoszcz, Gdańsk, Gdynia, Katowice, Kielce, Koszalin, Kraków, Lublin, Łódź, Olsztyn, Opole, Poznań, Radom, Rzeszów, Sopot, Szczecin, Warszawa, Wrocław en Zielona Góra hebben meerdere postcodes; kleinere steden hebben echter één postcode. De postcodes op het platteland hebben betrekking op het postkantoor: wanneer één postkantoor meerdere dorpen bedient hebben deze dorpen dezelfde postcode.
Er zijn ook postontvangers met een eigen postcode, zoals de Poolse televisie die de postcode 00-999 heeft.